# Sorex

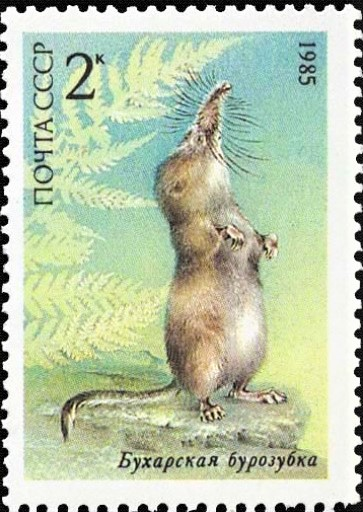
Segell soviètic de l'any 1985 amb la imatge de Sorex buchariensis

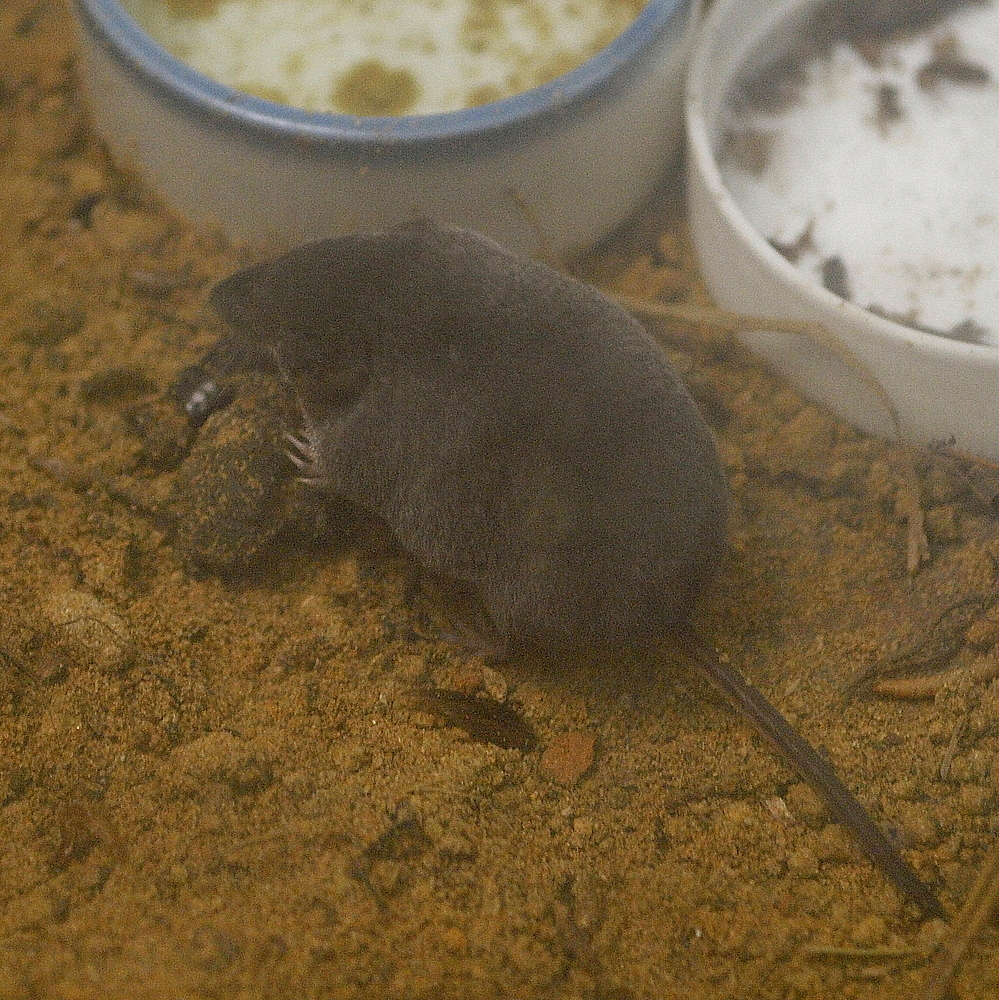
Musaranya d'ungles llargues (Sorex unguiculatus)

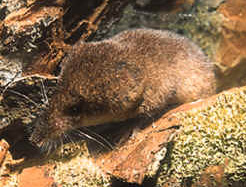
Musaranya alpina (Sorex alpinus)

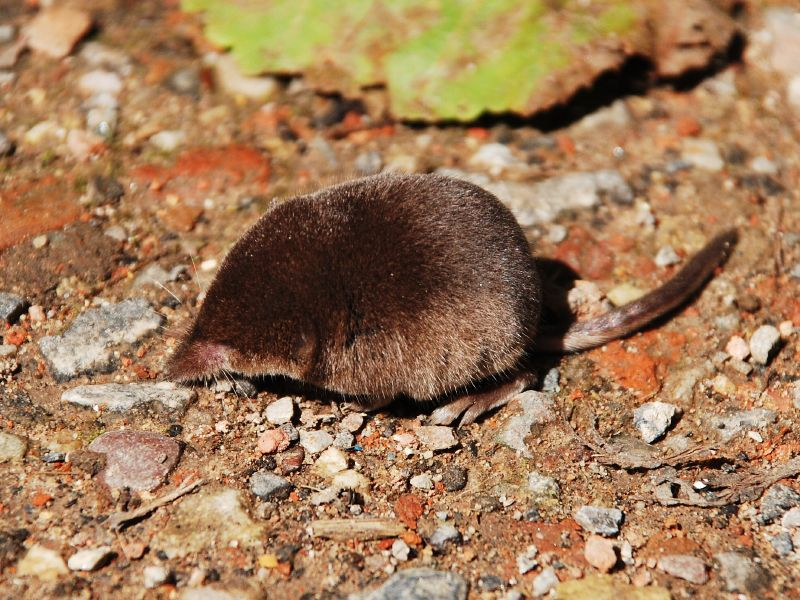
Musaranya menuda eurasiàtica (Sorex minutus)

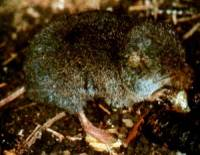
Musaranya fumada (Sorex fumeus)

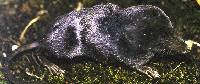
Musaranya de Bendire (Sorex bendirii)

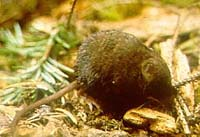
Sorex bairdi

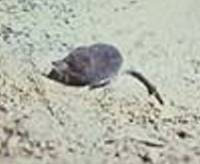
Musaranya aquàtica nord-americana (Sorex palustris)

El gènere Sorex es troba distribuït per Europa i Nord-amèrica i és l'únic membre vivent de la tribu Soricini.
Dins d'aquest gènere de musaranyes hi ha tres espècies que viuen a Catalunya, principalment als Pirineus: Sorex coronatus, Sorex araneus i Sorex minutus.

## Taxonomia
- Gènere Sorex
  - Sorex planiceps
  - Musaranya del Tibet (Sorex thibetanus)
  - Subgènere Otisorex
    - Musaranya cuallarga (Sorex dispar)
    - Musaranya fumada (Sorex fumeus)
    - Musaranya de Gaspé (Sorex gaspensis)
    - Musaranya pigmea americana (Sorex hoyi)
    - S. ixtlanensis
    - Musaranya de dents grosses (Sorex macrodon)
    - Musaranya del mont Carmen (Sorex milleri)
    - Musaranya nana americana (Sorex nanus)
    - Musaranya cuallarga mexicana (Sorex oreopolus)
    - Sorex orizabae
    - S. madrensis
    - Musaranya guarnida (Sorex ornatus)
    - Musaranya d'Inyo (Sorex tenellus)
    - Musaranya de Verapaz (Sorex veraepacis)
    - Musaranya nòmada (Sorex vagrans)
    - Musaranya d'Alaska (Sorex alaskanus)
    - Sorex bairdi
    - Musaranya de Bendire (Sorex bendirii)
    - Musaranya fosca (Sorex monticolus)
    - Sorex neomexicanus
    - Musaranya del Pacífic (Sorex pacificus)
    - Musaranya aquàtica nord-americana (Sorex palustris)
    - Sorex sonomae
    - Sorex vagrans

  - Grup Sorex cinereus
    - Sorex camtschatica
    - Musaranya emmascarada (Sorex cinereus)
    - Musaranya de Hayden (Sorex haydeni)
    - Sorex jacksoni
    - Musaranya ventreblanca (S. leucogaster)
    - Musaranya de musell llarg (Sorex longirostris)
    - Musaranya del mont Lyell (Sorex lyelli)
    - Sorex portenkoi
    - Musaranya de Preble (Sorex preblei)
    - Sorex pribilofensis
    - Musaranya de Rohwer (S. rohweri)
    - Sorex ugyunak

  - Subgènere Sorex
    - Sorex averini
    - Musaranya de Bedford (Sorex bedfordiae)
    - Musaranya d'espatlla ratllada (Sorex cylindricauda)
    - Musaranya de Yunnan (Sorex excelsus)
    - Musaranya d'Azumi (Sorex hosonoi)
    - Sorex sinalis
    - Sorex yukonicus
    - Grup Sorex alpinus
      - Musaranya alpina (Sorex alpinus)
      - Musaranya gegant (Sorex mirabilis)

    - Grup Sorex araneus
      - Sorex antinorii
      - Musaranya cuaquadrada (Sorex araneus)
      - Sorex arunchi
      - Musaranya de Millet (Sorex coronatus)
      - Musaranya siberiana de dents grosses (Sorex daphaenodon)
      - Musaranya ibèrica (Sorex granarius)
      - Musaranya del Caucas (Sorex satunini)

    - Grup Sorex arcticus
      - Musaranya àrtica (Sorex arcticus)
      - Sorex maritimensis

    - Musaranya de la tundra (Sorex tundrensis)
      - Musaranya del Tien Shan (Sorex asper)
      - Musaranya de Gansu (Sorex cansulus)
      - Sorex tundrensis

    - Grup Sorex minutus
      - Sorex buchariensis
      - Sorex kozlovi
      - Musaranya nana caucasiana (Sorex volnuchini)

    - Grup Sorex caecutiens
      - Sorex caecutiens
      - Musaranya fosca europea (Sorex isodon)
      - Musaranya menuda (Sorex minutissimus)
      - Musaranya menuda eurasiàtica (Sorex minutus)
      - Musaranya de crani pla (Sorex roboratus)
      - Sorex shinto
      - Musaranya d'ungles llargues (Sorex unguiculatus)

    - Grup Sorex gracillimus
      - Musaranya esvelta (Sorex gracillimus)

    - Musaranya de Radde (Sorex raddei)
      - Sorex raddei

    - Musaranya dels Apenins (Sorex samniticus)
      - Sorex samniticus

  - Subgènere (sense determinar)
    - Musaranya d'Arizona (Sorex arizonae)
    - Musaranya de Zacatecas (Sorex emarginatus)
    - Sorex mccarthyi
    - Sorex merriami
    - Musaranya de Saussure (Sorex saussurei)
    - Musaranya de Sclater (Sorex sclateri)
    - Musaranya de San Cristóbal (Sorex stizodon)
    - Musaranya de Trowbridge (Sorex trowbridgii)
    - Musaranya d'Oaxaca (Sorex ventralis)
    - Sorex veraecrucis[3][4][5]